# 白硼镁锰矿
白硼镁锰矿（英語：Sussexite）
是一種錳硼酸鹽礦物 MnBO2(OH)。 晶體呈單斜棱柱狀，通常呈纖維狀。 顏色有白色、粉紅色、黃白色，帶有珍珠光澤。 它的莫氏硬度為 3，比重為 3.12。 
該礦物以美國新澤西州蘇塞克斯縣的富蘭克林礦區命名，於 1868 年首次被發現。
白硼镁锰矿也產於法國、意大利、納米比亞、朝鮮、南非、瑞士和美國的密歇根州、新澤西州、猶他州和弗吉尼亞州。